# Cyclisme aux Jeux olympiques de 1912
Navigation
Londres 1908 Anvers 1920
Lors des Jeux olympiques de 1912, deux épreuves de cyclisme sur route ont eu lieu.

## Résultats
| Podiums                       |                                                        |                                                                             |                                                                   |
| Route                         |                                                        |                                                                             |                                                                   |
| Course sur route individuelle | Rudolph Lewis                                          | Freddie Grubb                                                               | Carl Schutte                                                      |
| Course par équipes            | Suède Erik Friborg Ragnar Malm Axel Persson Algot Lönn | Grande-Bretagne Freddie Grubb Leonard Meredith Charles Moss William Hammond | États-Unis Carl Schutte Alvin Loftes Albert Krushel Walter Martin |

## Tableau des médailles
| Rang | Nation          | Or | Argent | Bronze | Total |
| ---- | --------------- | -- | ------ | ------ | ----- |
| 1    | Afrique du Sud  | 1  | 0      | 0      | 1     |
| 1    | Suède           | 1  | 0      | 0      | 1     |
| 3    | Grande-Bretagne | 0  | 2      | 0      | 2     |
| 4    | États-Unis      | 0  | 0      | 2      | 2     |